# Villamoronta
Villamoronta é um município da Espanha na província de Palência, comunidade autónoma de Castela e Leão, de área 13,22 km² com população de 314 habitantes (2004) e densidade populacional de 23,75 hab/km².

## Demografia
| Variação demográfica do município entre 1991 e 2004 | Variação demográfica do município entre 1991 e 2004 | Variação demográfica do município entre 1991 e 2004 | Variação demográfica do município entre 1991 e 2004 |
| --------------------------------------------------- | --------------------------------------------------- | --------------------------------------------------- | --------------------------------------------------- |
| 1991                                                | 1996                                                | 2001                                                | 2004                                                |
| 362                                                 | 350                                                 | 323                                                 | 314                                                 |